# 1104. komunikacijska brigada (ZDA)
1104. komunikacijska brigada je bila komunikacijska brigada Kopenske vojske Združenih držav Amerike.
Brigada je bila v vseh letih svojega obstoja nastanjena na Japonskem.